# 所得税法
所得税法（しょとくぜいほう、昭和40年3月31日法律第33号）は、広義の所得に対する税のうち、個人の所得に対する税金に関する日本の法律である。
所管官庁は、制度の立案に関しては財務省主税局税制第一課、執行に関しては国税庁課税部個人課税課である。所得税法（昭和22年法律第27号）を全部改正して制定された。

## 概説
日本は租税法律主義を採っており、所得税については、所得税法で定められている。本法は純資産増加説、即ち包括的所得概念に基づく理念の基、立法されている。原則は所得超過累進税率及び申告総合課税方式を採用するものである。これは暦年の個人所得合計額から人的控除額を差し引いた課税標準額に、相応する超過累進税率を乗じて税額を計算した上で、納税義務者自らが課税庁に申告及び納付するというものである。一方で、租税条約又は租税特別措置法による修正が採られていることも多く、このために所得分類、特に利子・配当・給与・雑・一時・譲渡・山林・退職の源泉ごとにそれぞれに超過累進税率と異なった税率を適用する分類所得税的な要素も散見される。これは昭和15年所得税法の名残りであると考えてよい。また、申告総合課税だけでなく、申告分離課税又は源泉分離課税といった複数の課税方式を採用している点も加えておく。
所得税法第２条に列挙する定義は制限的なものと概括的なものとが入り混じっている。これは他の公法(国籍法、戸籍法等)又は私法(民法、商法、金融商品取引法等)体系と接近するためであり、所得概念が包括的・重層的であることの証左でもある。加えて租税特別措置法等による修正があることで、租税制度を知らないままでは、個人が金融に投資する場合や不動産を譲渡する場合、正確な課税関係を語るのはほぼ不可能である。もっとも経済活動の無国籍化・電子化に伴い、人物問わず流動性が急激化しているために課税関係が多元化することはやむを得ない面がある。しかし、所得税法に限ったことではないものの、新たな課税要件を都度に法条で定義するに当たり、必ず文言の射程限界に注意を払わなければならず、結果として重畳規定又は競合規定が増加し、複雑難解な法構造となることは自明である。そのため、制度の簡素性を損なわしめている観が否めず、民主的な申告納税制度を原則としながら、国民の租税制度理解を遠ざけかねない。また時限立法であるはずの租税特別措置法が利害関係人からのレントシーキングによって実質恒久化するに伴い、税負担の公平性が担保できているか疑問を呈せざるを得ない面がある。

## 所得税法の歴史
日本の所得税は1887年(明治20年)に、所得税法(明治20年3月23日勅令第5号)3月23日公布、7月1日実施により導入された。導入の当初は、所得金額300円以上の高額所得者のみを納税義務者としていたことから、名誉税とも呼ばれた。税率は最小1％、最大3%であり、税収に占める割合は僅かなものであった。しかし、酒税と地租以外有力な税収を持たない明治政府にとって、将来的には公平な負担をもたらす有力な税収となるとして期待されていた。帝国議会制定前に制定され、かつ、「所得税法」という題名が付されていたが、法形式が勅令であったので、大日本帝国憲法施行後は、大日本帝国憲法第63条の適用により有効とされた。1899年(明治32年)に所得税法 (明治32年2月13日法律第17号)が制定され、法人所得を第一種所得として課税するようになった（日清戦争後第2次増税の一環）。
20世紀に入ると税収構造が変化する。産業革命によって産業構造が変化し、産業の高度化が進展する（ペティ・クラークの法則）。それに伴い所得税の税収が伸び、地租の税収を追い抜いた。1913年(大正2年)4月8日、所得税法改正、非常特別税法廃止がそれぞれ公布され、非常特別税を所得税に併合して減額した。日露戦争後の税制整理が終わった。1918年(大正7年)以降は酒税と首位を争い、1920年(大正9年)に、全部改正され、所得税法 (大正9年7月31日法律第11号)で増税され、所得税は、基幹税としての姿を整える。関東大震災後の頃には所得税が税制の中心的存在と認識される。
昭和に入ると、日本の対外進出が積極化する。日中戦争（1937年 – 1945年）・太平洋戦争（1939年 – 1945年）などの第二次世界大戦に突入することで多額の税収が必要になり、税制も戦時体制に組み込まれる。1940年(昭和15年)の全部改正で、所得税法 (昭和15年3月29日法律第24号)となり、所得税から法人への課税（法人税）が分離し法人税法 (昭和15年3月29日法律第25号)が制定された。そして、総合所得税と分類所得税を採り入れ、所得税を分類し基礎控除を引き下げることで所得税を大衆化した。さらに源泉徴収も拡充し現代の所得税の仕組みが整う（「1940年体制(15年体制)」）。
1945年(昭和20年)、日本は第二次世界大戦で敗戦し、GHQの統治下に下る。日本国憲法の制定に伴う、所得税法の全部改正で、所得税法 (昭和22年3月31日法律第27号)となり、申告納税制度の導入や総合課税への一本化が行われた。1948年(昭和23年)には租税法学者カール・シャウプらが来日し、わが国の所得税法体系を徹底研究し、不十分な累進税率と源泉徴収制度のような申告納税制度と相反する要素を指摘したシャウプ勧告を提出し、完全総合累進所得税や各種控除、青色申告制度などを提唱した。日本政府はこれを受けて税制を改正、1950年(昭和25年)に所得税法の一部を改正する法律(昭和25年3月31日法律第71号)として、法律となった（シャウプ税制）。しかし、1953年(昭和28年)の改正（所得税法の一部を改正する法律(昭和28年8月7日法律第173号)では逆コースの流れで多くの修正がくわえられた。その後、日本は高度経済成長によって税制の自然増が続く時代を迎える。
1965年(昭和40年)に、所得税法は全部改正される。大蔵大臣田中角榮の説明では、この理由は「納税者の理解を容易にする見地から、規定の体系的な整備と表現の平明化を中心とする税法の整備をはかるため」、また「租税法律主義をたてまえとしつつ、同時に、一般の納税者にわかりやすい法令体系にするため、現在政令または省令で規定されている事項で重要なものは法律において規定することとするとともに、規定の配列、表現の平明化等についても理解しやすいものにする」ためである。
1973年(昭和48年)のオイルショック以降、日本の経済成長率は低下し、社会構造の変化に税制が対応できていないと認識されるようになる。そのような認識を受けて、1988年(昭和63年)に、「所得課税を軽減し、消費に広く薄く負担を求め、資産に対する負担を適正化すること」とする税制の抜本改革が行われる（昭和63年改正）。個人所得税の税率が簡素化、最高税率も引き下げられた。

## 所得分類論

### 所得分類の機能
所得分類は各所得の金額計算方法の違いによってタックス・シェルター（所得種類の転換によって所得税の軽減、排除を図る措置）の余地を生むことになる。しかし、損益通算の法定順序や制限と結びつくことで費用、損失の彼此流用（タックス・シェルターの1種）を防ぐことができる。

### 所得分類の根拠
所得税は総合課税の方法をとっている一方で、所得分類という分類所得税的な制度を組み込んでいる。
担税力の差異
所得は種類によって担税力が異なるという考え方。所得を勤労所得（給与、退職）・資産所得（利子、配当、不動産、山林、譲渡など）、資産勤労結合所得（事業など）に分けた時、源泉の安定性ゆえに資産所得が最も担税力が強く、源泉の不安定性から勤労所得が最も担税力が弱いとする（資産所得重課、勤労所得軽課）。
この考え方の元には、資産所得は時間の経過と共に何もしなくても確実に収入が入るため、それに加え勤労所得を得ることができる一方で、勤労所得は労働者の健康や生死に左右され、収入を子孫に相続できないという前提があるとされている。
経済的利益を所得として構成する包括的所得概念論、純資産増加説と親和性が高い。しかし現実には所得発生の原因に即して柔軟に対応することが求められる。
費用控除
所得には包括的な費用控除が認められる独立的継続的な営利活動による所得（不動産、事業、山林など）と部分的にしか所得控除が認められない所得がある。
源泉徴収、予定納税
所得税は利子、配当、給与、退職には所得分類を前提に源泉徴収制度を定めており、源泉徴収可能性が所得分類の中で考慮されている可能性がある。予定納税制度も所得分類を利用している。
最適課税論
資源分配の効率性の観点から市場に中立的な課税要素として、資本、労働など生産要素の異なる供給弾力性に反比例する課税方法を取るべき（課税によって供給が減る要素への課税を低くするべき）とする考え方。担税力の差異を重視する考えとは逆の結論（資産所得軽課、勤労所得重課）になりやすい。
日本の所得税法とは理念が異なるが、現実の税法では北欧の二元的所得税と親和性が高い。

## 課税単位
所得税の課税単位（税額算定の基礎となる人的単位、担税力の測定単位）を個人とする個人単位主義と家族（夫婦）を単位とする家族単位主義（夫婦単位主義）がある。
個人単位主義は家庭内で恣意的な所得分割による累進課税の軽減、排除が行われることがあるという欠点を持つ。家族単位主義も家族（夫婦）が同じ消費単位で共同生活をしているという実態には即しているが、既婚者に比べ独身者の税額が高くなりがちなため税制の婚姻中立性に反する。
日本の所得税法は個人単位主義を採用し、上記の欠点を克服するために、事業主が家族に支払った対価を必要経費に算入できないようにする規定がある（56条）。また、所得控除の一部（配偶者控除、扶養控除など）も家族制度を前提とした規定が採られている。

## 納税者

### 納税義務者
「国税（源泉徴収による国税を除く）を納める義務がある者」(第5条）。本来の納税義務者。

#### 個人
所得税法には人的非課税（人的課税除外）は定められておらず、すべての個人は課税要件が定められれば、所得税の納税義務を持つ。外交官は例外的に納税義務がない（外交関係に関するウィーン条約）。
居住者
日本国内に住所を有し、または現在まで引き続いて一年以上居所を有する個人をいう（第2条第1項第3号）。ここで言う「住所」は生活の本拠をいい、住居、職業、資産の所在、親族の居住状況、国籍などの客観的事実によって判定される。「居所」は、生活の本拠には至らないがその者が現実に居住している場所をいう(民法第22条及び第23条)。
非永住者
居住者のうち日本国籍がなく、かつ過去十年以内の間に日本国内に住所又は居所を有していた期間の合計が五年以下である個人をいう（第2条第1項第4号）。非国外源泉所得、国外源泉所得で国内において支払われたもの、国外源泉所得で国外から送金されたものに対し課税する。
永住者
非永住者以外の居住者をいう。全ての所得（全世界所得）が課税対象。
非居住者
居住者以外の個人をいう（第2条第1項第5号）。国内源泉所得に課税。

#### 法人
内国法人
国内に本店または主たる事務所を有する法人である（第2条第1項第6号）。内国法人課税所得（源泉徴収の対象となる利子・配当）を源泉徴収する義務を負う(第174条)。
外国法人
内国法人以外の法人である（第2条第1項第7号）。外国法人課税所得（日本国内の源泉ある所得で源泉徴収の対象となる所得）を源泉徴収する義務を負う(第175条)。

### 源泉徴収義務者
源泉徴収義務者とは、「源泉徴収による国税を徴収して国に納付しなければならない者」である（第6条）。
全ての個人又は法人について、人を雇って労働契約に基づく給与を支払い、退職金を支払い、又は役務等について報酬・料金・契約金・賞金を支払った場合、若しくは第174条・第175条に定める所得がある場合には、原則として支払金額に応じた所得税を差し引き、支払った月の翌月10日までに国庫に納める義務がある(第183条～第189条)。また、支払確定日の属する年の翌年1月31日までに関連する法定調書を作成し、所轄の税務署長に提出する義務がある。給与の支払者には被雇用者に対し年末調整を行うことや源泉徴収票の交付が義務付けられている。また、非居住者の国内源泉所得についても、租税条約に特別の定めがない限り、直接の支払者が源泉徴収義務者である(第161条)。

### 確定申告義務
給与所得者で年末調整されている場合や年金受給者で年金収入が400万円以下の場合（他所得が20万円以下）などを除き、各種所得金額の合計から所得控除を差し引き、課税所得金額に税率を乗じて計算した算出税額から配当控除を差し引いた後に納税額がある納税者は、基本的に第三期(翌年2月16日から3月15日)までの間に所得税の確定申告が必要となる（第120条）。

### 納税地
所得税の確定申告書等は、提出する時点の納税地を所轄している税務署へ提出する。
この場合、納税者が日本国内に住所があれば、基本的に住民票に記載されている住所地が納税地となる。日本国外に住所があるが日本国内に居所があれば、居所の所在地が納税地になる。また、事業所等も保有している場合は、事業所等の所在地を納税地に選択できる。
なお、死亡した者の準確定申告の場合は、死亡した者の死亡当時の住所地が納税地となる（申告義務を課される相続人の住所地は関係ない）。
源泉徴収義務者（個人事業主、法人）の納税地は、原則として、源泉徴収の対象となる所得を支払う事務所や事業所等の所在地となる。

## 所得の種類
日本では、居住者の所得を次の10種類に区分している。

### 恒常性所得

#### 資産性所得
利子所得（第23条）
公社債の利子、預貯金の利子、合同運用信託の収益の分配、公社債投資信託の収益の分配、公募公社債等運用投資信託の収益の分配に係る所得をいう。利子所得の起因となる資金出所（預貯金など）は問われない。限定列挙。
配当所得（第24条）
法人からの剰余金の配当、法人からの利益の配当、法人からの剰余金の分配、法人からの基金利息、投資信託の収益の分配、特定目的信託の収益の分配に係る所得をいう。限定列挙。
不動産所得（第26条）
不動産、不動産の上に存する権利（地上権・永小作権・地益権などの物権）、船舶・航空機の貸付による所得をいう。事業者の建物貸付けやリース取引に関しては消費税法上の課税資産の譲渡等に該当する。

#### 勤労性所得
給与所得（第28条）
俸給・給料・賃金・歳費・賞与、およびこれらの性質を有する給与に係る所得をいう。
退職所得（第30条）
退職手当・一時恩給その他の退職により一時に受ける給与およびこれらの性質を有する給与に係る所得をいう。分離課税が採られる。

#### 資産性所得と勤労性所得が結合
事業所得（第27条）
農業・漁業・製造業・卸売業・小売業・サービス業その他の事業で政令で定めるものから生ずる所得（山林所得・譲渡所得に該当するものを除く）をいう。消費税等の間接税及び事業税とに関わる所得である。
山林所得（第32条）
山林(立木法参照)の伐採・譲渡による所得をいい。分離課税・五分五乗方式が採られる。

### 臨時所得
平均課税制度が適用される（第90条）
譲渡所得（第33条）
資産の譲渡（建物・構築物の所有を目的とする地上権・賃借権の設定その他契約により他人に土地を長期間使用させる行為で政令で定めるものを含む）による所得である。ただし、土地及び土地の上に存する権利、又は建物構築物の譲渡については、申告分離課税であるため、総合課税所得との損益通算が原則不可である(租税特別措置法第31条、第32条)。ただし、特定居住用財産(平成16年以後令和5年までの各年分において5年超の所有期間があるもの)の譲渡について発生した純損失があり、かつ住宅借入金等特別控除(租税特別措置法第41条)を適用する買換資産がある場合についてのみ損益通算(第69条)が可能である(租税特別措置法第41条の5)。また、上場株式等の譲渡所得については、一般口座及び簡易申告口座保管のものは申告分離課税であり、源泉徴収口座保管のものは源泉分離課税である。
一時所得（第34条）
上記の所得以外で営利目的の継続的行為から生じた所得以外で、役務（労務など）・資産譲渡の対価性を持たない所得。一時的かつ偶発的な所得である。ただし、源泉分離課税対象のものもある。

### その他
雑所得（35条）
上記の所得のいずれにも該当しない所得。「公的年金等に係る雑所得」、「業務に係る雑所得」と「その他の雑所得」に分けられる。

### 非課税所得
下記の所得は社会政策その他の見地から所得税が課されない(第9条ほか)。
- 所得税法によるもの
  - 当座預金の利子（年利1％を超えない部分に限る。臨時金利調整法の規定により利子を付けることができない。）
  - 恩給
  - 生活用動産（高額品を除く）
  - 文化功労者年金・学術奨励金およびノーベル賞[注釈 1]、日本学士院賞、日本芸術院賞等の賞金
  - 給付奨学金
  - 保険金・損害賠償金
  - 公職選挙法の適用を受けた選挙費用
  - オリンピック・パラリンピックのメダリストが日本オリンピック委員会（JOC）・日本障がい者スポーツ協会（JPSA）並びにJOC・JPSAの加盟団体から受け取る報奨金[12]
- 租税特別措置法によるもの
  - 勤労者財産形成住宅貯蓄契約・勤労者財産形成年金貯蓄契約の利子、収益の分配金
  - 納税準備預金の利子
  - 国、地方公共団体に対する譲渡所得
- その他の法律によるもの
  - 障害年金、遺族年金
  - 健康保険、国民健康保険、共済組合等の保険給付
  - 生活保護の支給金、児童手当
  - 当籤金付証票（宝くじ）やスポーツ振興くじ（サッカーくじ）の当選金品

## 課税標準の計算
居住者（永住者）への所得税の基本的な計算方法は所得税法第21条・第22条に定められている。それに加え損益通算、平準化措置などの調整が行われている。
ここでは大まかな計算方法を記述したのち、細かな計算方法について解説していく。

### 基本
確定申告書第1表を見れば明らかであるが、まず暦年の収入を所得分類に沿って仕分することになる（第21条第1項第1号）。経常所得(利子、配当、不動産、事業、給与、雑)に関しては収入金額=年分の総収入金額である。ただし、総合課税の臨時所得(譲渡所得及び一時所得)に関しては、第1表の収入金額の欄に所得金額（総収入金額-必要経費-特別控除額)を記入することになり、取扱いに留意する。さて、各収入から第22条第1項に規定する課税標準額(総所得金額、退職所得金額及び山林所得金額)を算出することになるが、その基礎額となる各所得の計算は第23条から35条までに規定があるので従う。確定申告書第1表(分離課税所得があれば第３表、第69条の損益通算が必要であれば第4表)において必要な計算をしたのち(第21条第1項第2号)、課税標準額から第72条から第86条までの所得控除を行い（第21条第1項第3号）、それらの金額に税率を適用する（第21条第1項第4号）。この時、高い累進課税を緩和するための平準化措置（第89条,第90条）として、山林所得には五分五乗制度、変動所得・臨時所得には平均課税制度が適用される。最後に上記の額から税額控除を行い算出された額が「所得税の額」（第21条第1項第5号）・「納付すべき所得税の額」（第120条第1項第3号）となる。

### 総合課税と分離課税
日本の所得税は基本的に総合課税の制度を採っている。しかし、一部の所得は分離課税の方法を採っている。退職所得や山林所得は長年の勤労の成果が一時点に実現する性質のものであり、一度に大金が手に入るため税率が高くなってしまう。そこで他の所得とは別に課税標準を計算することで累進税率を緩和している。
さらに租税特別措置法では、一定の譲渡所得を申告分離課税の対象としている（租税特別措置法第31条以下）。その理由は、譲渡所得が経常的な所得とは異なり、その実現のタイミングを選択することが可能であることから、損益通算による租税回避に用いられ易いことにある。一定の長期譲渡所得（租税特別措置法第31条の2及び第31条の3）や特殊な様態による譲渡（租税特別措置法第33条 - 第37条の9の4）には軽減税率・特別控除・課税延期などの措置が採られている。

#### 分類
総合課税
各所得を合計して標準課税を計算する方法。退職所得と山林所得以外の8種類の所得で行われる。
分離課税
他の種類の所得と合計しないで課税標準を計算する方法。退職所得と山林所得のほか、不動産譲渡所得及び金融商品関連所得に適用される。
源泉分離課税
源泉徴収をもって課税関係が終了する課税方法。ただし、措置法上、徴収効率を確保するために実施している施策である以上、確定申告をした方が有利であっても、申告すること自体出来ない。
申告分離課税
他の所得と合算せず算出した税額について、確定申告を要するものとする課税方法。源泉分離課税とは異なり、暦年の総所得金額に算入しなければならないものである。ただし、純損失について所得内通算は認められるが、上述のように特例要件に該当しない場合は源泉分離課税所得や総合課税所得との通算は原則不可である。

### 収入金額
収入金額とは「その年において収入すべき金額」（第36条第1項）。他の者から受ける（外部から流入する）経済的価値。対価性のない無償の経済的利益や金銭以外の経済的利益（権利・物など）も含まれる。所得税の課税標準基礎額として、計算手続の入口となるものである。
現物（金銭以外）の所得は現物所得とよばれる。現物所得の収入金額は現物の取得・享受時の価格（時価相当額）である。ただし、時価相当の判断基準については、課税庁(国税庁)との争訟に至る事例が多く、過去の判例や裁決例でも一貫した回答があるわけでないため、行政慣習にすぎない相続税評価基本通達を参考して計算をしたとしても覆る可能性が十分にありうることに留意しなければならない。
この点は不文法国家に倣って、判例法のほか、告示や通達を法規創造性のある行政慣習法として認めるか否かという議論が必要であろう。
所得税は所得によって「収入金額」と「総収入金額」の用語を使い分けている。内容が比較的単純で類型化しやすい利子・配当・給与・退職などは「収入金額」、活動・種類・範囲が複雑な事業・不動産・山林などは「総収入金額」として使い分けている。所得の金額計算上、「収入金額」は収入とそれを得るための支出との個別対応を定め（費用収益対応の原則）、「総収入金額」は収入とそれを得るための支出を合わせて把握し両者の総体対応を定めていることを表す。
収入金額算入規定は、外部からの経済的価値の流入がないのに収入金額があるとする規定。
- たな卸資産等の自家消費
- 棚卸資産等の贈与、法人に対する無償譲渡等
- 農産物の収穫高主義

収入金額不算入規定は、外部からの経済的価値の流入があるのに収入金額がないとする規定。
- 固定資産の交換の特例
- 株式交換等の特例
- 国庫補助金等に係る特例
- 回収不能となった非事業場の対価等請求権に係る特例
- 受益者等不在型法人課税信託からの資産・負債の引継による収益に係る特例

### 損益通算
損益通算とは、ある種類の所得に生じたマイナスの金額（損失）を他の種類の所得に生じたプラスの金額（利益）から控除する手続である（第69条）。分類所得税的要素（所得分類など）を持つわが国の所得税の総合所得税的側面であり、その内容は順所得課税の原則（純額主義）・担税力に応じた課税の原則（担税力原則）からの要請である。分離課税の方法が採られている退職所得・山林所得にも損益通算が行われるが、これらはあくまで経常所得として扱われるためである。
確定申告書((損失申告用)(第4表(1)・(2))。
第一義的に、不動産・事業・山林・譲渡の所得に損失が生じた場合、他の所得の金額から控除できる（第69条第1項）。利子・退職所得は所得税法上損失が生じることは無い（マイナス金利の利子所得は0円として扱う。配当・給与・一時・雑所得の損失は他の所得の金額から控除することはできない。また、損失を控除できる4種の所得も、控除できない場合の例外規定が色々と存在する。注意点として、これは損失（赤字）の話であり、所得（黒字）の方は別のルールである。配当・給与・一時・雑所得の所得（黒字）を他の損失（赤字）で引ける。
所得税では損失をどの所得で控除するかはが法定されている。
第1次通算
まず、総所得金額に算入される所得（利子・配当・不動産・事業・給与・譲渡・一時・雑）は、経常所得（利子・配当・不動産・事業・給与・雑）と一時的な所得（譲渡・一時）に分け、各グループ内で損益通算を行う。
第2次通算
その後、控除しきれない損失がある場合は、総合所得金額に算入される所得全体の金額から控除する。
第3次通算
それでもなお控除しきれない場合は、山林所得→退職所得の順番で控除する。総所得金額に算入される所得の損益通算後、山林所得から生じた損失は、経常所得→一時的な所得→退職所得の順に控除する。
長期譲渡所得・一時所得の金額は、損益通算後の残額の合計額の2分の1相当金額だけが総合所得金額に算入される（二分の一控除＝二分の一課税）。損益通算後の残高には繰越控除が行われる。
例外規定として、以下の物などは損益通算できない。
生活に通常必要でない資産
生活に通常必要でない資産に係る所得の計算上生じた損失は原則損益通算できない。やむを得ない事由で生じた損失は、損失を生じた年分かその翌年分に譲渡所得の金額を限度として控除される。
タックス・シェルター規制
損益通算は所得税の課税を免れるための無駄な投資や損失の彼此流用の誘因となる。それを防ぐため、土地取得に要した負債の利子（租税特別措置法41条の4第1項）や、組合契約（受益者等課税信託）の特定組合員（特定受益者）が組合事業（信託）から生じる不動産所得上の損失を損失として認めない措置が取られている。
分離課税の対象所得
株式等に係る譲渡所得等、先物取引に係る雑所得等は他の所得と損益通算できない。近年は損益通算を認めない分離課税が拡大傾向にある。

### 損失の繰越控除
損失の繰越控除とは、ある年に生まれた損失を翌年の損失に算入すること。下記のほかに、租税特別措置法上の特例が設けられている（租税特別措置法37条の12の2第6項、37条の13の2第4項、41条の15第1項）。
純損失の繰越控除
損益通算でも控除しきれない損失（純損失）の繰越控除（70条）。確定申告をしていれば申告できる。青色申告の年分の純損失は翌年以降の3年の繰越控除ができる。白色申告の年分の純損失は変動所得と被災事業用資産の損失を限度に、翌年以降3年間の繰越控除が認められる。
所得税法は暦年課税の原則・期間計算主義を採り、暦年ごとに所得税の課税標準・税額を計算する仕組になっている。しかし、現実には個人の生活は暦年で区切られているわけではないため、暦年課税の原則では測れない担税力の増減が生じる。純損失の繰越控除は暦年課税のそういった欠点を修正し、担税力に応じた公平な課税を暦年横断的に実現しようとしたものと解釈される。
雑損失の繰越控除
災害などによる賞味損失の一定金額超過分（雑損失）の所得控除（雑損控除）で控除しきれない部分の繰越控除（71条）。確定申告をしている以上、3年の繰越控除が認められている。
所得控除では最初に雑損控除が行われる（87条1項）。雑損失の繰越控除は損益通算、純損失の繰越控除を優先定期に行う。

### 所得控除
所得控除は家事費（消費のための支出）や家事的性格を持つ、やむをえざる支出・損失を担税力の減殺理由とされる控除。このほか政策的・公益的理由による所得控除もある。
所得控除は「所得税法上の課税標準（所得税法22条1項）」に対して行われる。所得控除された所得金額は「講学上の所得控除（税率適用の直接の基礎となる金額）」となる。

#### 種類
人的控除
納税者の人的事情を考慮するための所得控除。
最低生活費（納税者とその扶養親族が「健康で文化的な最低限度の生活」（日本国憲法第25条）に必要な支出）への所得課税は慎重であることが憲法上要請される（最低生活費非課税の原則・最低生活費控除の原則）
基礎控除（第86条）・配偶者控除（配偶者特別控除）（第83、第83条の2）・扶養控除（特定親族特別控除）（第84、第84条の2）・障害者控除（第79条）・寡婦控除（ひとり親控除）（第80条、第81条）・勤労学生控除（第82条）が挙げられる。このうち、基礎控除以外の控除には社会政策・教育政策上の目的のために、事情によっては控除額の割増を認められている（第79条第1項）
基礎的人的控除
納税者の比較的一般的な人的事情を考慮するための所得控除。基礎・配偶者・扶養。
基礎控除によって最低限生活費非課税の要請が満たされるべきとされる（基礎的控除中心主義）。
特別人的控除
納税者の比較的特別な事情を考慮するための控除。障害者・寡婦・勤労学生。

不慮損害控除
納税者の意思によらないやむを得ない支出・損失による所得控除。雑損控除（第72条）・医療費控除（第73条）。
義務的支出控除
法令によって支出が義務付けられているもの（社会保険料・小規模企業共済等掛金）。社会保険料控除（第74条）・小規模企業共済等掛金控除（第75条）。
支出の義務的性格のゆえに担税力の減殺要因とされる。
政策的控除・公益的支出控除。
経済政策・社会政策・財政政策など政策的理由に基づく控除。生命保険料控除（第76条）・地震保険料控除（第77条）・寄附金控除（第78条）。

### 平準化措置
税率を適用する段階で適用される措置。所得税は所得を合計して課税すると高い税率が適用されるようになる（累進税率の束ね効果）ため、特別な制度を設けて高い累進課税を抑えられる仕組になっている。
二分の一課税／二分の一控除
長期譲渡所得の金額は損益通算後の金額の二分の一しか総所得金額に算入されない（22条2項2号）。
一時所得にも同様の措置が取られているが、こちらは所得源泉の担税力の弱さを調整する措置である。
五分五乗制度（税額計算）
課税山林所得金額を5分した金額に超過累進税率を乗じて計算した金額を5倍する（課税所得金額が実際の5分の1だった時に想定される税率を適用する）制度。山林所得に適用。分離課税を前提としている。
平均課税制度（税額計算）
変動所得・臨時所得を5年に渡って平準化する制度。1号税額（平均課税対象額（変動・臨時所得の合計額）の調整所得金額（平均所得税対象額の5分の1相当額のみを課税総合所得に算入するとして計算した額））と2号税額（平均課税対象額の5分の4相当額に平均税率を適用して算出した税額）を合算する。五分五乗制度の一種。総合課税を前提としている。

## 税額の計算

### 税率
所得税は基本的に累進課税方式を採っており、超過累進税率が用いられる。

#### 税率の推移
| 1974年～       | 1984年～         | 1987年～          | 1988年～        | 1989年～        | 1995年～        | 1999年～        | 2007年～       | 2015年～       |
| -------------- | ---------------- | ----------------- | --------------- | --------------- | --------------- | --------------- | -------------- | -------------- |
| 60万円以下 10% | 50万円以下 10.5% | 150万円以下 10.5% | 300万円以下 10% | 300万円以下 10% | 330万円以下 10% | 330万円以下 10% | 195万円以下 5% | 195万円以下 5% |
| 60万円超 12%   | 50万円超 12%     | 150万円超 12%     | 300万円超 20%   | 300万円超 20%   | 900 〃 20%      | 330万円超 20%   | 195万円超 10%  | 195万円超 10%  |
| 120 〃 14%     | 120 〃 14%       | 200 〃 16%        | 600 〃 30%      | 600 〃 30%      | 1800 〃 30%     | 900 〃 30%      | 330 〃 20%     | 330 〃 20%     |
| 180 〃 16%     | 200 〃 17%       | 300 〃 20%        | 1000 〃 40%     | 1000 〃 40%     | 3000 〃 40%     | 1800 〃 37%     | 695 〃 23%     | 695 〃 23%     |
| 240 〃 18%     | 300 〃 21%       | 500 〃 25%        | 2000 〃 50%     | 2000 〃 50%     | 3000万円超 50%  |                 | 900 〃 33%     | 900 〃 33%     |
| 300 〃 21%     | 400 〃 25%       | 600 〃 30%        | 5000 〃 60%     |                 |                 |                 | 1800 〃 40%    | 1800 〃 40%    |
| 400 〃 24%     | 600 〃 30%       | 800 〃 35%        |                 |                 |                 |                 |                | 4000 〃 45%    |
| 500 〃 27%     | 800 〃 35%       | 1000 〃 40%       |                 |                 |                 |                 |                |                |
| 600 〃 30%     | 1000 〃 40%      | 1200 〃 45%       |                 |                 |                 |                 |                |                |
| 700 〃 34%     | 1200 〃 45%      | 1500 〃 50%       |                 |                 |                 |                 |                |                |
| 800 〃 38%     | 1500 〃 50%      | 3000 〃 55%       |                 |                 |                 |                 |                |                |
| 1000 〃 42%    | 2000 〃 55%      | 5000 〃 60%       |                 |                 |                 |                 |                |                |
| 1200 〃 46%    | 3000 〃 60%      |                   |                 |                 |                 |                 |                |                |
| 1500 〃 50%    | 5000 〃 65%      |                   |                 |                 |                 |                 |                |                |
| 2000 〃 55%    | 8000 〃 70%      |                   |                 |                 |                 |                 |                |                |
| 3000 〃 60%    |                  |                   |                 |                 |                 |                 |                |                |
| 4000 〃 65%    |                  |                   |                 |                 |                 |                 |                |                |
| 6000 〃 70%    |                  |                   |                 |                 |                 |                 |                |                |
| 8000 〃 75%    |                  |                   |                 |                 |                 |                 |                |                |

#### 最高税率の変遷
- 1974年（昭和49年）　　　75.0%
- 1984年（昭和59年）　　　70.0%
- 1987年（昭和62年）　　　60.0%
- 1989年（平成元年）　　　50.0%
- 1999年（平成11年）　　　37.0%
- 2007年（平成19年）　　　40.0% （課税標準1,800万円以上）
- 2015年（平成27年）　　　45.0% （平成25年度の法改正によるもの）

財務省によると、2007年（平成19年）現在の申告者の実際の所得税負担率は、所得が1～2億円の納税者（26.5％）がピークになっている。それ以上の高額納税者は逆に下がり、所得100億円以上では14.2％となっている。
これは、山林所得、土地建物等の譲渡による譲渡所得、株式等の譲渡所得等は、他の所得と分離して課税する分離課税が適用されるためである。分離課税は通常の納税（総合課税）に比べ税率が低いものが多く、また高額所得者は、分離課税が適用できる所得の割合が高いことが多い。その結果、高額所得者の実質税負担率は低くなるのである。
たとえば株式等の譲渡所得は、金融機関などを通した上場株式は2011年（平成23年）分までは7％（他に住民税3％）、2012年（平成24年）分以降は15％（住民税5％）。それ以外は2011年分までは20％（住民税6％）、以降は上場株式と同等の税率が設定されている。上場株式の場合、2011年（平成23年）分までは所得が195万円を超え　330万円以下の納税者に適用される税率10%より低くなっている。

### 税額控除
- 配当控除
- （特定増改築等）住宅借入金等特別控除
- 政党等寄附金特別控除、認定NPO法人等寄附金特別控除、公益社団法人等寄附金特別控除
- 住宅耐震改修特別控除、住宅特定改修特別税額控除、認定住宅新築等特別税額控除
- 外国税額控除、分配時調整外国税相当額控除

## 年度帰属
所得税を含む国税（地価税を除く）の収納後の年度帰属については、国税収納金整理資金に関する法律施行令（昭和29年政令第51号)第3条第1項第1号イの規定により「当該国税の納税義務が成立した日（一定の期間内に納税義務が成立した国税を一括して申告し、又は納付すべきものとされている場合にあつては、その期間の末日）の属する年度」となっている。所得税の納税義務は、確定申告によるものは国税通則法第2条第2項第1号の規定により「暦年の終了の時」に成立し、源泉徴収によるものは国税通則法第2条第2項第2号、「所得の支払の時」に成立する。従って例えば2018年(平成30年)の所得については、翌2019年(平成31年)3月15日までに確定申告、納税がされ、延納の場合も令和元年5月31日までに納付されるため、滞納にならない限り2018年度(平成30年度)の歳入となる。